# Рожок для обуви
Рожок (ложка) для обуви — приспособление, облегчающее надевание закрытой обуви, в частности туфель, ботинок и сапог. Представляет собой пластинку с желобчатым изгибом шириной 4—5 см и разной длины, чем длиннее рожок, тем он более универсальный, длинный рожок для обуви подходит для пожилых людей и людей у которых болит спина, короткий рожок подходит для летней обуви. Выполняется из стали, дюралюминия, целлулоида, рога и пластика.
Гладкий рожок облегчает обувание, защищает задник обуви от деформации, тем самым позволяет сберечь как обувь, так и чулочно-носочные изделия.